# Régimen foral
Régimen foral es el nombre usado en España genéricamente para el conjunto de las instituciones de la administración autónoma y de los ordenamientos jurídicos propios del antiguo Reino de Navarra y de los territorios históricos vascos de Álava, Guipúzcoa y Vizcaya, constituidos en la Comunidad Foral de Navarra y la Comunidad autónoma del País Vasco respectivamente, que por diversas vicisitudes históricas han mantenido sus regímenes tradicionales, a diferencia del resto de regiones del Reino de España.

## Supresión foral

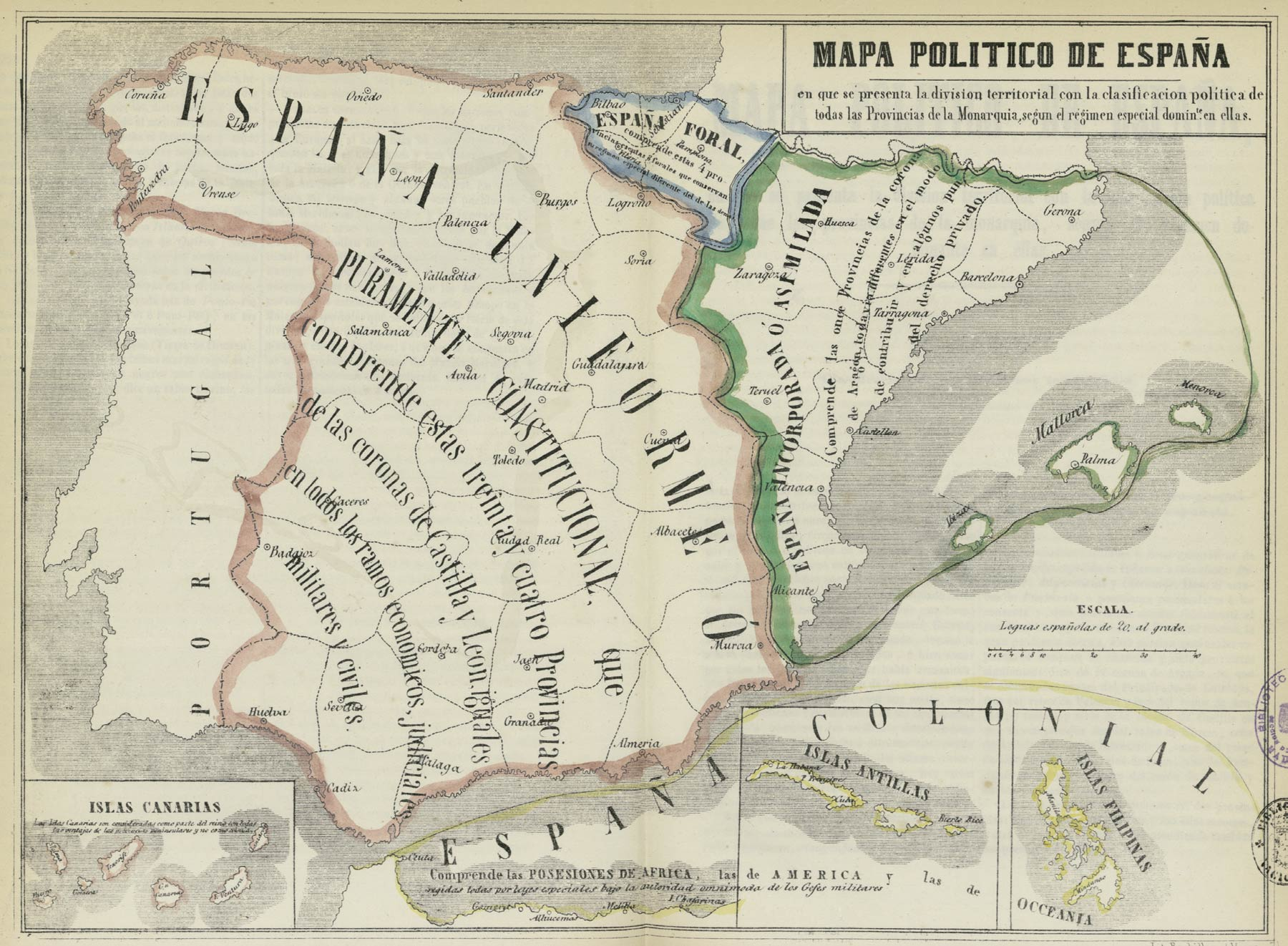
España en 1850

Tras la desaparición de la monarquía absoluta en España, proceso ocurrido entre 1812 y 1836, uno de los principios del nuevo Estado liberal era el centralismo y, por lo tanto, la igualdad de leyes y de instituciones para todas las provincias en que quedaba dividido el Estado, pues pervivían instituciones políticas y ordenamientos jurídicos distintos, denominados fueros, para los distintos territorios de la monarquía e incluso para distintos sectores sociales.
Anteriormente, los territorios de la Corona de Aragón ya habían perdido sus fueros a principios del siglo XVIII a causa de la guerra de Sucesión. Debido a que el rey Felipe V impulsó los decretos de Nueva Planta, por los que estos territorios pasaban a regirse por las leyes de Castilla, perdiendo sus órganos de gobierno tradicionales por haber dado apoyo al pretendiente austracista, el archiduque Carlos de Habsburgo, en la Guerra de Sucesión Española.

## Los fueros del Reino de Navarra y las provincias vascas
El siglo XIX, el Reino de Navarra y las provincias vascas consiguieron a la finalización de la primera guerra carlista la promesa de que su sistema privativo sería mantenido, merced a la Ley de Confirmación de Fueros de 25 de octubre de 1839. No obstante:
- En el Reino de Navarra, mediante la "Ley Paccionada" (1841), las instituciones propias del Antiguo Régimen incluidas dentro de la Diputación del Reino fueron disueltas y su estatus de Reino fue anulado. Navarra conservó, eso si, la capacidad de recaudar impuestos y un régimen económico especial dentro del Reino de España.
- En las provincias vascas, la abolición foral se produce en 1876 tras la tercera guerra carlista.[2] Tras la abolición foral, las provincias vascas siguieron manteniendo las competencias de tributación y recaudación de impuestos, según el sistema de Concierto Económico a partir de 1878.

Se conservaron algunos pequeños restos forales que, en las provincias vascas de Guipúzcoa y Vizcaya, fueron suprimidos por la dictadura franquista al ser consideradas "provincias traidoras" por no haber participado a su favor en la sublevación de 1936, manteniéndose en Álava y Navarra.
La Constitución española de 1978 en su Disposición Adicional Primera consagra el respeto y amparo de los derechos históricos de los territorios forales, retrotrayendo la legislación hasta 1841 y por ello estos territorios, constituidos actualmente como las comunidades autónomas de Navarra y País Vasco, conservan la independencia en aspectos como el derecho tributario, fiscal o civil entre otras peculiaridades.
En Navarra la norma basa su régimen de autogobierno en la Ley Orgánica de Reintegración y Amejoramiento del Régimen Foral de Navarra de 1982 y en el País Vasco es el Estatuto de Autonomía del País Vasco de 1979.